# Волният Уили 2
„Волният Уили 2“ (на английски: Free Willy 2: The Adventure Home) е американски филм от 1995 г. Това е вторият филм от поредицата „Волният Уили“. Неговите продължения са „Волният Уили“ (1993), "Волният Уили 3: Спасението" (1997) и рибута "Волният Уили: Бягство от пиратската пещера" (2010).

## Сюжет
Тритонният кит, който завладя въображението на света, се завръща в сензационното приключение за цялото семейство, което критиците определят като по-успешно от „Волният Уили“. Приятелят на Уили – Джеси е вече тийнейджър, който се заглежда по момичетата. Той не очаква, че някога ще види Уили отново. По време на своята ваканция Джеси се среща с едно момиче, доведения си брат Елвис и – за своя изненада с Уили и семейството му! Но когато един танкер разлива нефт в местното пристанище, китовете попадат в капан. Опасността става критична, когато нефтът се запалва. Така повторната среща на Джеси и Уили се превръща в отчайваща борба за оцеляване. За да спаси семейството на Уили, Джеси ще трябва да се пребори с море от пламъци насред океана и да се надява, че Уили ще бъде там, за да го спаси.

## Филми от поредицата за „Волният Уили“
Поредицата „Волният Уили“ включва 4 филма:
- „Волният Уили“ (1993)
- „Волният Уили 2“ (1995)
- „Волният Уили 3: Спасението“ (1997)
- „Волният Уили: Бягство от пиратската пещера“ (2010)